# Den gymnasiale uddannelse i Grønland
Gymnasiereformen Den gymnasiale uddannelse i Grønland trådte i kraft med reviderede uddannelsesretninger i august 2012.
Med udgangspunkt i et helhedssyn på det grønlandske samfund og visionen om et
sammenhængende uddannelsessystem er der gennemført reformer indenfor førskole- og
folkeskoleområdet. 
Gymnasiereformen skal ses som en forlængelse af disse initiativer.
Gymnasiereformen giver et mere fleksibelt grønlandsk gymnasium, hvor elever med
udgangspunkt i et fælles grundforløb kan vælge mellem forskellige studieretninger, som
tilgodeser den enkelte elevs evner og interesser. Med den nye uddannelse indføres altså
én gymnasial uddannelse, den gymnasiale uddannelse, som således erstatter den
nuværende grønlandske gymnasiale uddannelse (GU), den grønlandske uddannelse til
højere handelseksamen (HHX) og den grønlandske uddannelse til højere teknisk eksamen
(HTX).
Som noget nyt er der tiltag, som optimerer de sociale læringsmiljøer, herunder også
den tætte sammenhæng mellem studie- og kollegieliv, både i forbindelse med de alment
dannende elementer af uddannelsen, men ligeledes som grundlæggende for den
studieforberedende og faglige dannelse.

## Eksterne kilder(henvisninger
- Vedrørende høring af forslag til Inatsisartutlov om den gymnasiale uddannelse (Webside ikke længere tilgængelig)